# Vioolsonate
Een vioolsonate is een compositie in sonatevorm, geschreven voor vioolsolo of voor de combinatie viool en piano. Bekende componisten van series vioolsonates zijn Johann Sebastian Bach, Wolfgang Amadeus Mozart en Ludwig van Beethoven. 

## Bekende vioolsonates
Vioolsonates zonder begeleiding treft men aan bij onder andere Bach:
- Johann Sebastian Bach - Sonates en partita's voor onbegeleide viool (BWV 1001-1006)

Een selectie van bekende sonates voor viool en piano:
- Ludwig van Beethoven - Vioolsonate nr. 9 op. 47 in A majeur
- Frank Bridge - Sonate voor viool en piano in Es (1904)
- Claude Debussy - Vioolsonate in g mineur
- César Franck - Vioolsonate in A majeur
- Carl Nielsen - Vioolsonate nr. 1 in A majeur, Vioolsonate nr. 2
- José Serebrier - Vioolsonate